# Заболотье (Паниковская волость)
Заболотье — деревня в Печорском районе Псковской области России. Входит в состав сельского поселения «Паниковская волость».
Расположена на востоке волости, на автодороге Псков — Изборск — Шумилкино (А212 или E 77), в 14 км (или в 21 км по дорогам) к югу от центра города Печоры и в 4 км к востоку от волостного центра, деревни Паниковичи.

## Население
Численность населения деревни составляет 12 жителей (2000 год).
| 2001 | 2002 | 2010 |
| ---- | ---- | ---- |
| 12   | ↘7   | →7   |

## Топографические карты
- O-35-080-c Архивная копия от 5 марта 2016 на Wayback Machine Масштаб: в 1 км 500 м Госгисцентр Архивная копия от 4 февраля 2013 на Wayback Machine